# Olof Hillberg
Olof Bernhard Hillberg, född 27 februari 1887 i Göteborg, död 10 december 1968 i Engelbrekts församling i Stockholm, var en svensk teaterdirektör och skådespelare.

## Biografi
Hillberg debuterade i rollen som Härved Boson i Bröllopet på Ulfåsa på Stora teatern i Göteborg 1907. Han var kvar hos Hjalmar Selanders sällskap fram till 1912. Därefter etablerade han sig med det egna Olof Hillbergs sällskap som var verksamt i tjugofem år. Under den tiden gavs närmare 3 000 föreställningar av August Strindbergs dramatik och därav närmare 500 föreställningar av Mäster Olof. 
Hillberg satsade på en högklassig repertoar och gav åtskilliga urpremiärer. Han gifte sig 1914 med skådespelaren Anna Johansson och hon var den ledande kvinnliga skådespelaren i sällskapet under alla år.
Han var bror till skådespelaren Torsten Hillberg.  

## Filmografi
- 1938 – Sigge Nilsson och jag

## Teater

### Roller (ej komplett)
| År   | Roll                    | Produktion                                           | Regi          | Teater                  |
| ---- | ----------------------- | ---------------------------------------------------- | ------------- | ----------------------- |
| 1914 | Povl Abel               | 2 X 2=5 (To Gange to er fem) Gustav Wied             | Olof Hillberg | Olof Hillbergs sällskap |
| 1914 | Lord Wotton Dorian Gray | Dorian Gray (The Picture of Dorian Gray) Oscar Wilde | Olof Hillberg | Olof Hillbergs sällskap |
| 1922 | Charles Veaugrand       | Royal Suédois Ejnar Smith                            | Olof Hillberg | Olof Hillbergs sällskap |
| 1922 | Fredrik II              | Kungens dansös Leo Stein och Rudolf Presber          | Olof Hillberg | Olof Hillbergs sällskap |

### Regi (ej komplett)
| År   | Produktion                              | Upphovsmän                                              | Teater                  |
| ---- | --------------------------------------- | ------------------------------------------------------- | ----------------------- |
| 1914 | 2 X 2=5 To Gange to er fem              | Gustav Wied                                             | Olof Hillbergs sällskap |
| 1914 | Dorian Gray The Picture of Dorian Gray  | Oscar Wilde                                             | Olof Hillbergs sällskap |
| 1922 | Royal Suédois                           | Ejnar Smith                                             | Olof Hillbergs sällskap |
| 1922 | Kungens dansös Die Ballerina des Königs | Leo Stein och Rudolf Presber Översättning Olof Hillberg | Olof Hillbergs sällskap |